# 阿格達班河
40°07′52″N 46°27′40″E / 40.13111°N 46.46111°E
阿格達班河是阿塞拜疆的河流，位於該國西部，處於克爾巴賈爾區，屬於泰爾泰爾河的支流，發源自小高加索山脈，河道全長19公里，受亞熱帶濕潤氣候影響，每年平均降雨量553毫米。